# Johnstown (Pennsilvània)
Johnstown és una població dels Estats Units a l'estat de Pennsilvània. Segons el cens del 2000 tenia 21.641 habitants.

## Demografia
Segons el cens del 2000, Johnstown tenia 27.906 habitants, 11.134 habitatges, i 6.045 famílies. La densitat de població era de 1.583,2 habitants per quilòmetre quadrat.
Dels 11.134 habitatges en un 22,4% hi vivien nens de menys de 18 anys, en un 34,1% hi vivien parelles casades, en un 15,7% dones solteres, i en un 45,7% no eren unitats familiars. En el 41,5% dels habitatges hi vivien persones soles el 19,3% de les quals corresponia a persones de 65 anys o més que vivien soles. El nombre mitjà de persones vivint en cada habitatge era de 2,11 i el nombre mitjà de persones que vivien en cada família era de 2,87.
Per edats la població es repartia de la següent manera: un 21,3% tenia menys de 18 anys, un 7,9% entre 18 i 24, un 25,8% entre 25 i 44, un 23% de 45 a 60 i un 22,1% 65 anys o més.
L'edat mediana era de 42 anys. Per cada 100 dones de 18 o més anys hi havia 80,2 homes.
La renda mediana per habitatge era de 20.595 $ i la renda mediana per família de 28.279 $. Els homes tenien una renda mediana de 26.163 $ mentre que les dones 19.791 $. La renda per capita de la població era de 13.236 $. Entorn del 18,9% de les famílies i el 24,6% de la població estaven per davall del llindar de pobresa.

## Fills il·lustres
- Charles Wakefield Cadman (1881-1946) compositor musica.

## Poblacions més properes
El següent diagrama mostra les poblacions més properes.